# Begonia masoniana
Begonia masoniana là một loài thực vật có hoa trong họ Thu hải đường. Loài này được Irmsch. ex Ziesenh. mô tả khoa học đầu tiên năm 1971.

## Hình ảnh

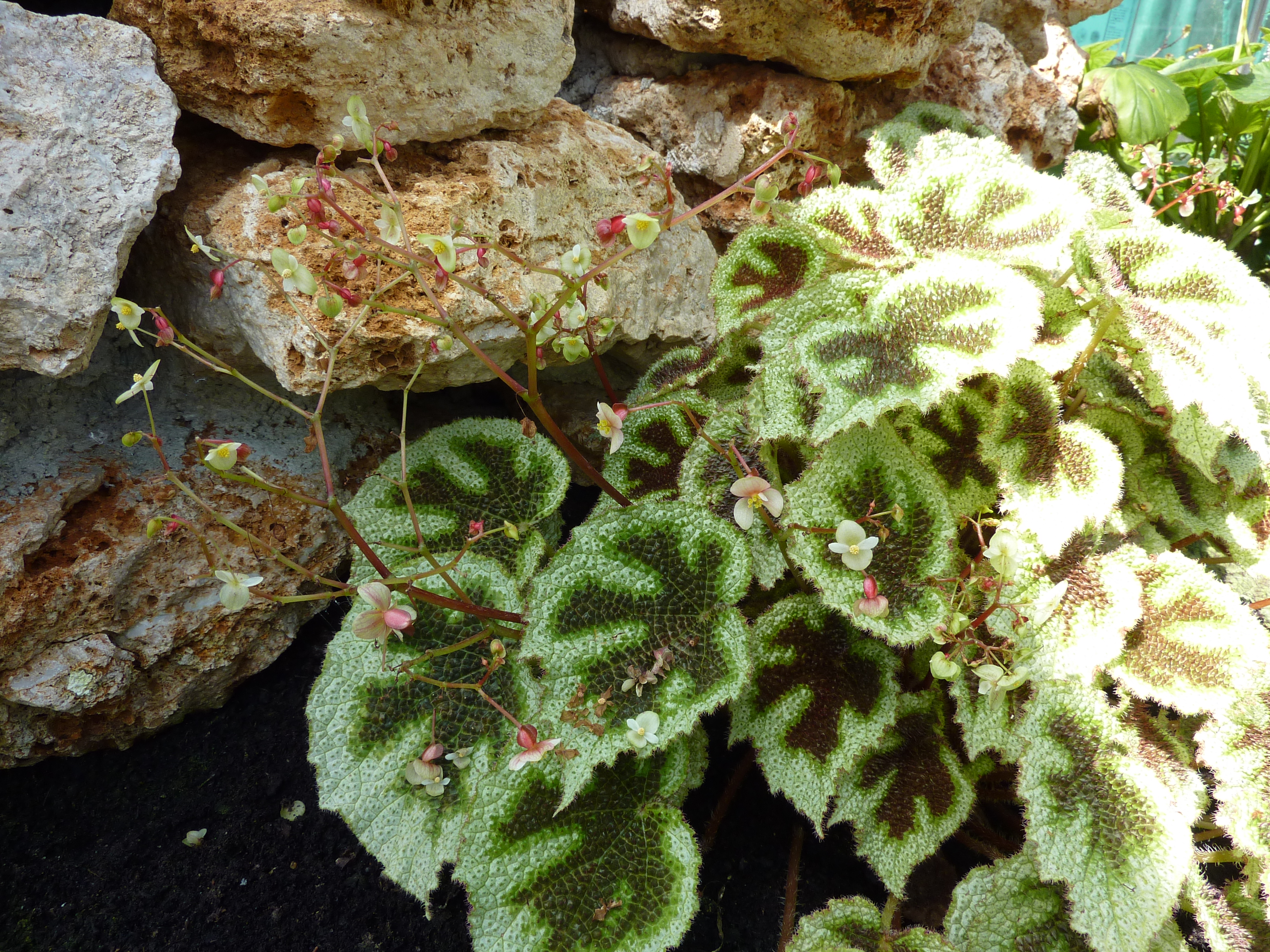
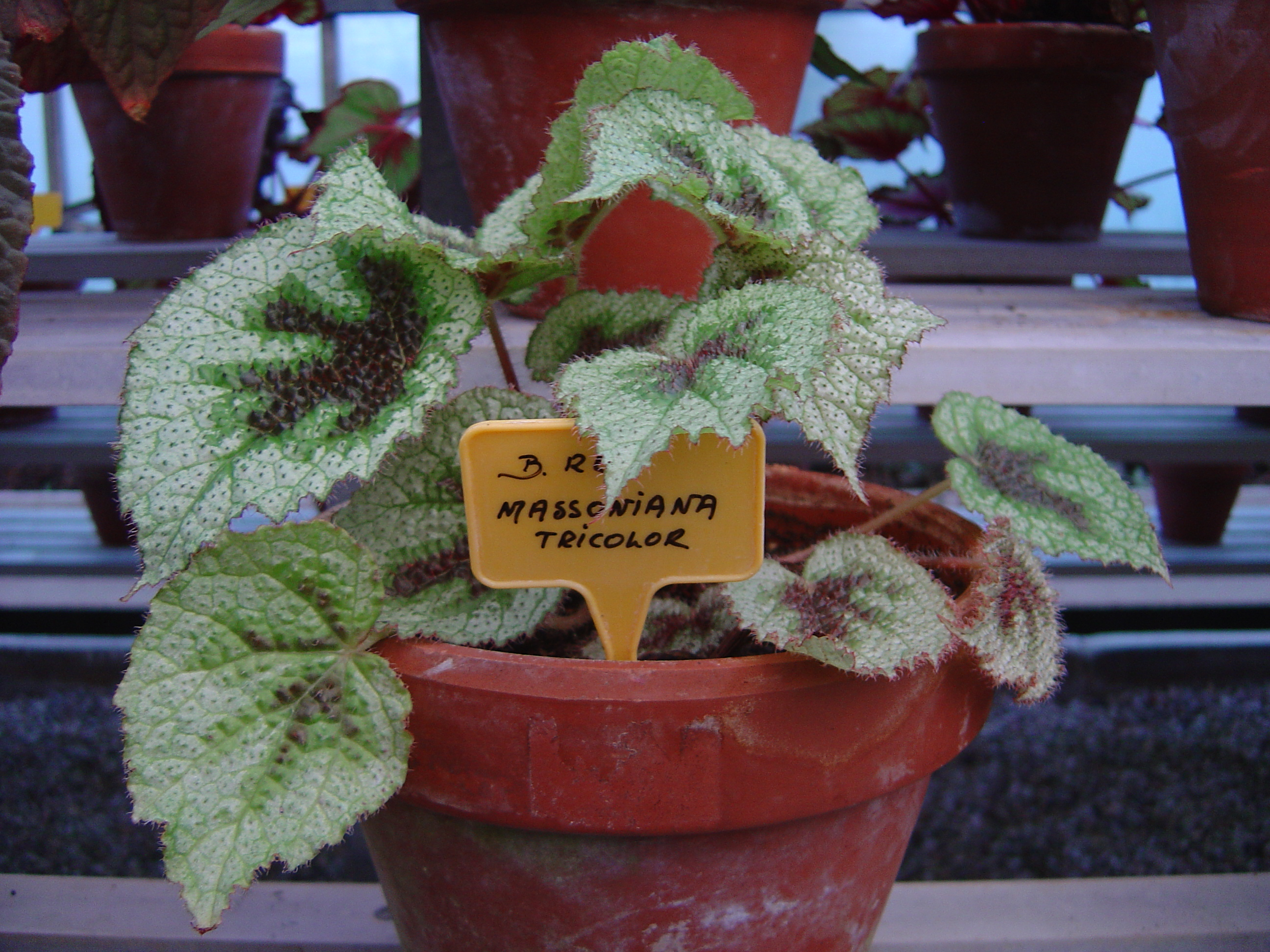
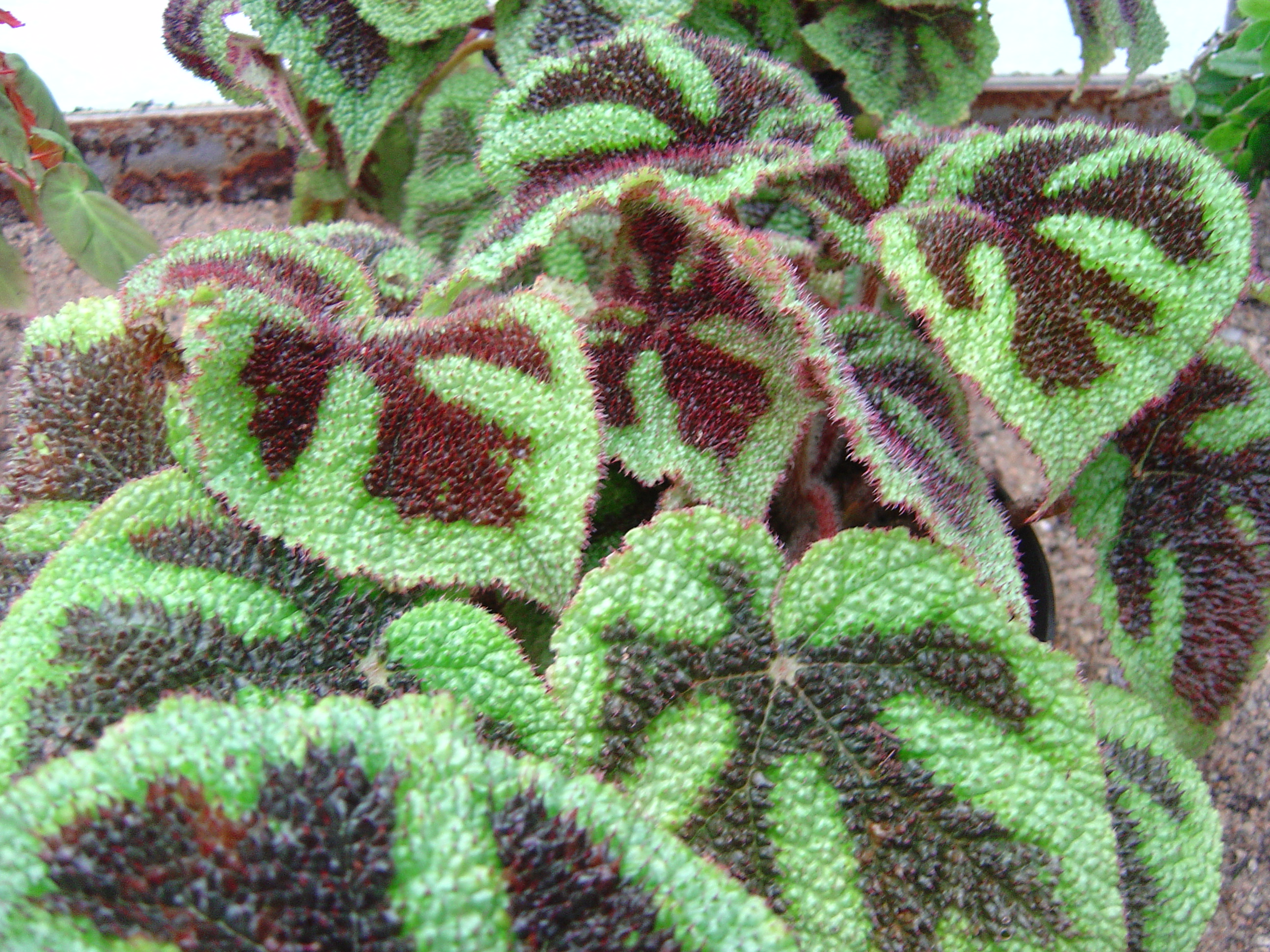
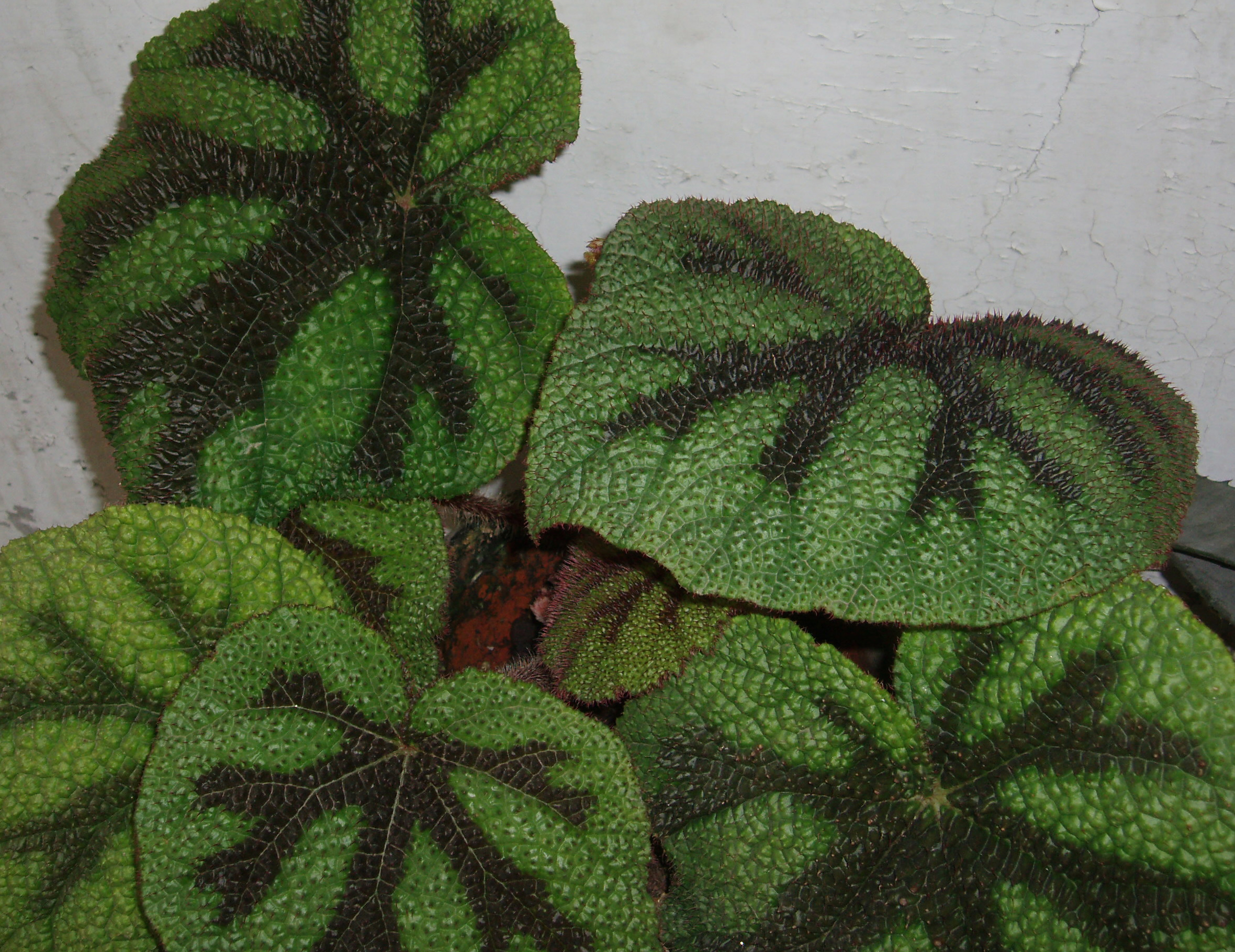